# Semiothisa exnotata
Semiothisa exnotata är en fjärilsart som beskrevs av Walker 1862. Semiothisa exnotata ingår i släktet Semiothisa och familjen mätare. Inga underarter finns listade i Catalogue of Life.